# ۲۱ درخواست ام‌کی‌اس

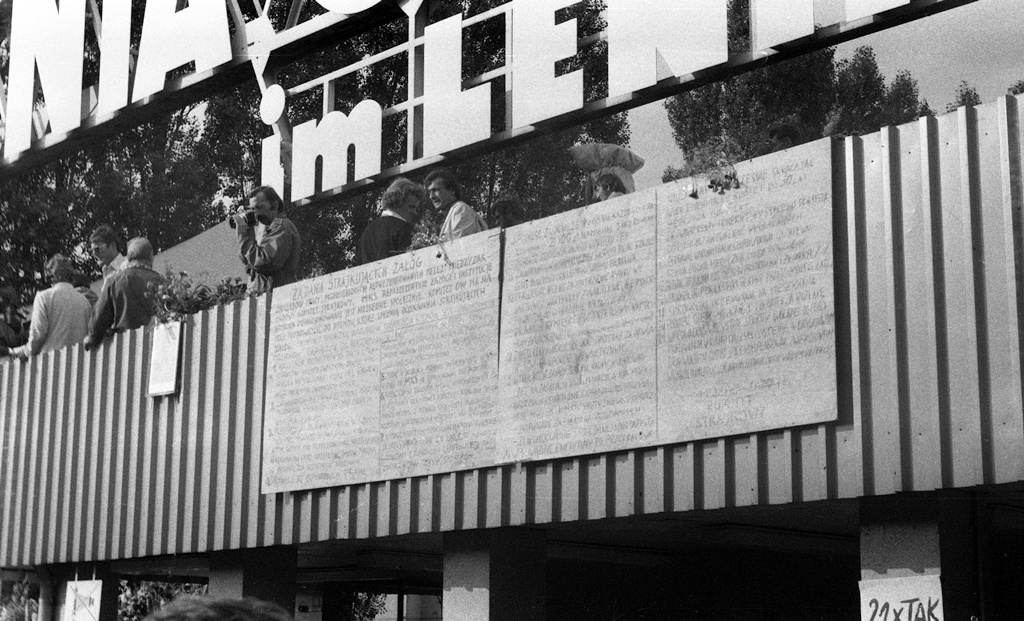
تابلوهایی که ۲۱ درخواست بر روی آن‌ها حک شده‌است، در اوت ۱۹۸۰ در دروازهٔ ورودی کارخانهٔ کشتی‌سازی لنین به نمایش درآمده‌اند

۲۱ درخواست ام‌کی‌اس (لهستانی: ‎21 postulatów MKS‎) فهرستی از درخواست‌ها بود که در ۱۷ اوت ۱۹۸۰ توسط کمیته اعتصاب بین‌کارخانه‌ای (Międzyzakładowy Komitet Strajkowy یا MKS) در لهستان صادر شد.
اولین درخواست، تقاضای دریافت حق ایجاد سندیکاهای مستقل بود. درخواست‌های دیگر نیز از دولت می‌خواستند که به حقوق مشروط و آزادی‌ها احترام بگذارد، امتیازهای ویژه‌ای که به اعضای حزب کارگران متحد لهستان تعلق گرفته‌بود را سلب کند و برای بهبود شرایط اقتصادی شهروندان لهستان اقداماتی را انجام دهد. این درخواست‌ها در نهایت به انعقاد توافقنامنهٔ گدانسک و پدیداری اتحادیه همبستگی سولیدارنوشچ منجر شدند.
این منشور بر روی دو تابلوی چوبی نوشته‌شد و در ۱۸ اوت ۱۹۸۰ از دروازهٔ ورودی کارخانهٔ کشتی‌سازی آویخته‌شد. به جهت بزرگداشت نخستین سالگرد ناآرامی‌های ماه اوت، این ۲۱ درخواست در موزهٔ دریایی گدانسک به نمایش گذاشته‌شدند. یک روز پس از آنکه قانون نظامی اعلام شد، یکی از کارکنان موزه تابلوها را انبار خانهٔ خود مخفی کرد. این تابلوها تا سال ۱۹۹۶ در آن انبار باقی مانده و به فراموشی سپرده‌شدند. ۲۱ درخواست ام‌کی‌اس که اکنون به حافظه جهانی ثبت‌شدهٔ یونسکو افزوده شده‌اند، امروزه در نمایشگاه «جاده‌های آزادی گدانسک» نگهداری می‌شوند.

## متن
1. پذیرش سندیکاهای مستقل از حزب کمونیست و شرکت‌ها، مطابق با پیمان شماره ۸۷ از سازمان بین‌المللی کار در باب حق تشکیل سندیکاهای آزاد.
2. تضمین حق اعتصاب و امنیت اعتصاب‌کنندگان.
3. موافقت با ضمانت مشروط برای آزادی بیان، آزادی خبرگزاری‌ها و نشریه‌ها، شامل آزادی ناشرین مستقل، و در دسترس بودن رسانه‌های جمعی برای نمایندگان تمامی عقیده‌ها.
4. بازگرداندن حقوق سابق به: ۱) افرادی که پس از اعتصاب‌های سال ۱۹۷۰ و ۱۹۷۶ از کار اخراج شدند. ۲) دانش‌آموزانی که به‌دلیل دیدگاه‌هایشان اخراج شده‌اند. آزادی تمامی زندانی‌های سیاسی، که ادموند زادروزینسکی، جان کوزلفسکی و مارک کوزلفسکی نیز در میان آنان بودند. توقف سرکوب افراد به‌دلیل اعتقادات شخصی.
5. در دسترس بودن اطلاعات دربارهٔ شکل‌گیری کمیتهٔ اعتصاب بین‌کارخانه‌ای و انتشار درخواست‌های آن در رسانه‌های جمعی.
6. خارج کردن کشور از شرایط بحرانی بدین معنی که الف) انتشار عمومی اطلاعات کامل دربارهٔ وضعیت اقتصاد اجتماعی ب) فراهم کردن امکان مشارکت در تصمیم‌گیری برای برنامهٔ بازسازی برای همهٔ کلاس‌های اجتماعی.
7. پرداخت خسارت برای تمام مدت زمان اعتصاب به کارگرانی که در اعتصاب شرکت داشته‌اند.
8. افزایش دستمزد پرداختی به هر کارگر به میزان ۲٬۰۰۰ زلوتی در ماه.
9. ضمانت افزایش خودکار دستمزد بر اساس افزایش قیمت‌ها و کاهش درآمد واقعی.
10. تأمین کامل مواد و محصولات غذایی برای بازارهای داخلی و محدود کردن صادرات به کالاهای مازاد.
11. معرفی کوپن‌های غذایی برای گوشت و فراورده‌های گوشتی (تا زمان پایدار شدن بازار).
12. لغو کردن قیمت‌ها و حراج‌های تجاری برای ارزهای غربی در شرکت‌هایی که در آن مقطع به شرکت‌های صادرات داخلی معروف بودند.
13. گزینش کارکنان مدیریتی بر پایه صلاحیت‌سنجی، عدم عضویت در احزاب و لغو امتیازهای ویژه برای پلیس ایالتی، سرویس امنیت و دستگاه‌های حزبی به‌واسطهٔ برابرسازی کمک‌هزینه‌های خانوار، لغو فروش ویژه و غیره.
14. کاهش سن بازنشستگی برای زنان به ۵۰ سال و برای مردان به ۵۵ سال، یا (بدون توجه به سن) پس از ۳۰ سال کار (برای زنان) یا ۳۵ سال کار (برای مردان).
15. انطباق حقوق‌های بازنشستگی در سنین بالا و پرداخت‌های سالانه با آنچه واقعاً در طول دوران کار پرداخت شده‌است.
16. بهبود شرایط عملکرد سرویس مراقبت سلامت.
17. تضمین ایجاد ظرفیت معقولی برای کودکانی که مادر شاغل دارند در مرکزهای مراقبت روزانه و مهد کودک‌ها.
18. مرخصی زایمان سه‌ساله با حقوق.
19. کاهش زمان دورهٔ انتظار برای تحویل آپارتمان‌ها.
20. افزایش کمک‌هزینهٔ سفر به ۱۰۰ زلوتی.
21. یک روز استراحت در روز شنبه. کارگرانی در سیستم لشکری یا مشاغل ۲۴ ساعته کار می‌کنند، باید به‌واسطهٔ افزایش مرخصی یا گونه‌های دیگری از مرخصی با حقوق، مشمول جبران خسارت از دست دادن شنبه‌های آزاد خود شوند.[۱]